# Baba Vida

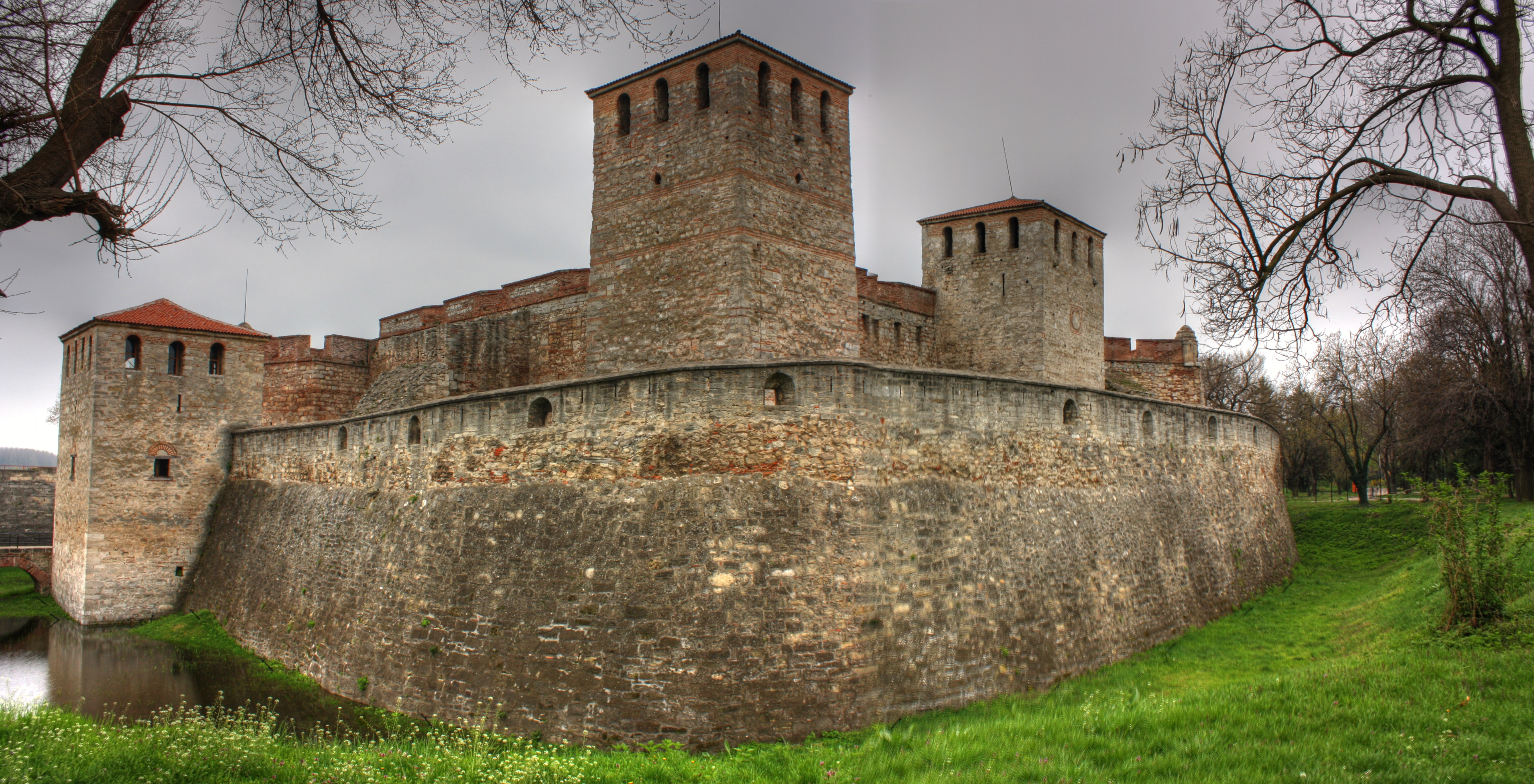
Fortăreața Baba Vida din Vidin

Cetatea Vidinului (Bulg.: Баба Вида transliterat Baba Vida) este o cetate construită în orașul Vidin, fiind și principala atracție turistică a orașului. Este singura construcție din Bulgaria de acest gen conservată în întregime.
Cetatea datează de la începutul secolului 10 și a fost ridicată pe locul unui turn roman de supraveghere. Numele provine conform legendei de la fiica unui rege bulgar ce stăpânea țărmurile Dunării, care, rămânând nemăritată, a poruncit construcția acestei fortărețe pentru a fi în siguranță între zidurile ei. Astfel, bătrâna (baba) Vida ar fi dat numele edificiului, și, de la el, și al orașului.
În Evul Mediu, cetatea Vidinului a constituit cel mai important punct defensiv din nord-vestul Bulgariei. Ea a rezistat timp de opt luni unui asediu al împăratului bizantin Vasile al II-lea. Va fi refăcută de țarul Ivan Strațimir, care își va stabili capitala aici.   
În 1365 regele Ludovic I al Ungariei a atacat pe neașteptate cetatea, cucerind-o după un asediu de câteva luni. În 1369, cetatea i-a fost returnată lui Ivan Strațimir în schimbul vasalității. În 1388 turcii au invadat Bulgaria, impunându-i lui Strațimir să le devină supus. În 1396 acesta a participat la campania antiotomană condusă de Sigismund al Ungariei, campanie ce s-a încheiat dezastruos cu  bătălia de la Nicopole. În curând, majoritatea domeniilor lui Ivan Strațimir au fost cucerite de otomani.
Cetatea a avut un rol crucial în controlul turcilor a zonei Dunării inferioare, ei folosind-o timp de secole drept închisoare și depozit de armament. De la finalul secolului 18, nu a mai avut rol defensiv. Restaurările i-au conservat forma originară, monumentul prezentându-se nealterat de la forma sa inițială.